# Агабабов, Александр Григорьевич
Александр Григорьевич Агабабов (12 (24) февраля 1863, Астрахань — 11 июня 1922, Казань) — врач-офтальмолог, статский советник (1905), ординарный профессор кафедры офтальмологии Казанского университета, приват-доцент Томского университета.

## Биография

### Ранние годы. Казанский университет
Александр Агабабов родился в Астрахани 12 (24) февраля 1863 года, в мещанской семье. После окончания в 1883 году Астраханской классической гимназии он продолжил образование на медицинском факультете Казанского университета — окончил его в 1888, получив степень лекаря и звание уездного врача. Среди его учителей был профессор Эмилиан (Емельян) Адамюк (1839—1906).
В 1889 году Агабабов стал сверхштатным ординатором при офтальмологической клинике Казанского университета, а два году спустя сдал экзамен на степень доктора медицины. В 1890—1894 годах, под руководством профессора Карла Арнштейна, Агабабов занимался изучением микроскопического строения глаза у млекопитающих и человека — преимущественно распределением нервных окончаний в склере, радужной и сосудистой оболочках и цилиарном теле; защитил диссертацию на степень доктора медицины «О нервных окончаниях в цилиарном теле у млекопитающих и человека» (1893).
С 1895 году Агабабов состоял приват-доцентом кафедры офтальмологии медицинского факультета, а с 1900 — ассистентом при университетской офтальмологической клинике. В начале 1896 года — с вступительной лекции «О трахоме» — он начал чтение частного курса по офтальмологии. Осенью 1896 года был командирован на двухлетний период в Европу: работал в клиниках глазных болезней и лабораториях в Берлине, Праге, Вене, Гейдельберге и Париже.
В 1901 году стал приват-доцентом и временно преподавал на кафедре офтальмологии; заведовал клиникой. С 1902 года Агабабов являлся экстраординарным, а с 1905 — ординарным профессором на кафедре офтальмологии Казанского университета. Два году спустя, в 1907, он одновременно получил назначение на пост консультанта по глазным болезням при Родионовском институте благородных девиц в Казани. В том же году он стал организатором общества офтальмологов Казани.

### Томский университет (1918—1919)
В годы Гражданской войны, в 1918, Агабабов вместе с частью преподавателей, сотрудников и студентов Казанского университета был эвакуирован в Томск, где был прикомандирован к Томскому университету. В 1918—1919 годах он состоял приват-доцентом бальнеологии медицинского факультета, а с 1919 года являлся приват-доцентом на кафедре офтальмологии; читал обязательный курс по глазным болезням. Одновременно вёл бесплатный приём больных в американском госпитале Красного Креста, развернутом на базе томских госпитальных клиник; занимался и частной практикой. В октябре 1919 года Агабабов прооперировал географа и этнографа Григория Потанина, удалив катаракту левого глаза. В том же году в Томске Агабабов участвовал в работе съезда по организации Института исследования Сибири.
После возвращения в Казань в 1919 году Александр Агабабов продолжил работать в местной офтальмологической клинике: в итоге он провёл более 1300 операций и подготовил целый ряд врачей и ученых. Среди его учеников были профессора Василий Чирковский, Константин Орлов, Александр Круглов (1887—1968) и Василий Рощин. Участвуя в оказании помощи пациентам с глазными болезнями, перенесшим сыпной тиф, 11 июня 1922 года Агабабов скончался в клинике.

## Работы
Агабабовым был предложен новый метод операции при завороте век у больных трахомой. Значительное место в его работах также занимали вопросы диагностики и лечения глаукомы, оперативного лечения катаракты и послетифозных поражений сосудистой системы глаза. Являлся автором ряда работ по иннервации цилиарного тела, глаукоме и трахоме:
- О нервных окончаниях в цилиарном теле у млекопитающих и человека : Диссертация на степень д-ра мед. / А. Агабабов; Из Гистол. лаб. Имп. Казан. ун-та. — Казань : типо-лит. В. М. Ключникова, 1893. — 58, VI, VI, [3] с[1][2].
- О главкоме, по данным глазной клиники с 1884 г. по 1894 г. // Вестник Офтальмологии. — 1896. — Т. I - II.
- Обзор случаев глаукомы в глазной клинике Казанского университета в 1884—1894 гг. // Вестник офтальмологии. Киев, 1896. Т. 13. C. 1—17[3].
- «О глазном нерве» («Вестник офтальмологии», 1896)
- О трахоме. — Казань, 1896.
- «Untersuchungen der Zonula Zinnii» («Arch. f. Micr. Anat.», 1897)
- Notice sur les lesions anatomo-pathologiques de I'oeil dans le glaucoma secondaire // Archiv. d. ophtalomogie. — 1898. — Т. IV.
- К этиологии повторных произвольных кровоизлияниях внутрь глаза // Вестник Офтальмологии. — 1897. — Т. III - IV.
- Об операции катаракты по данным глазной клиники за последние десять лет. — Казань, 1901.
- О нервах склеры // Журнал Каз. Общ. Врачей. — 1901.
- К изменениям сетчатки и пигментного эпителия при вторичной главкоме // Журнал Каз. Общ. Врачей. — 1901.
- «Ueber die Nerven d. Sclera» (ibid., 1903)

## Награды и память
По решению совета медицинского факультета, портрет Александра Агабабова был помещен в глазной клинике при Казанском университете.
- Орден Святого Владимира IV степени (1914);
- Орден Святой Анны II степени;
- Орден Святого Станислава II степени (1907);
- Орден Святой Анны III степени;
- Серебряная медаль в память царствования Императора Александра III.

## Семья
Александр Агабабов был женат на дочери коллежского советника Анне Григорьевне, в девичестве — Дадашевой. В семье было три сына: Рафаил (род. 1889), Рубен (род. 1892) и Георгий (род. 1901).

## Архивные источники
- Российский государственный исторический архив (РГИА). Ф. 733. Оп. 123. Д. 10;
- РГИА. Ф. 733. Оп. 151. Д. 417;
- Государственный архив Томской области (ГАТО). Ф. 102. Оп. 1. Д. 822;